# Обеликс
Заглавието на тази статия може да бъде сбъркано с обелиск.
Обеликс (на френски: Obélix) е галски воин от комиксите за Астерикс. Той е най-добрият приятел на Астерикс. Обеликс има рижа коса и е доста едър, но не смята себе си за дебел и е готов да избухне, ако някой го нарече така. Той притежава свръхчовешка сила, защото като дете е паднал във вълшебната отвара на Панорамикс и това е дало трайни последствия върху него. Обеликс е каменоделец и доставя менхири. Обича да яде глиганско. Има малко кученце на име Идефикс. Често повтаря своята характерна реплика „Тия римляни са луди“.